# Ording Sogn (Ejdersted)
Ording Sogn (på tysk Kirchspiel Ording) er et sogn i det sydvestlige Sydslesvig, tidligere i Udholm Herred (Landskabet Ejdersted), nu i Sankt Peter-Ording Kommune i Nordfrislands Kreds i delstaten Slesvig-Holsten. 
I Ording Sogn findes flg. stednavne:
- Brøsumsil
- Framshørn
- Nakhørn
- Ording